# Jack Frost - The Amityville
Jack Frost - The Amityville (잭 프로스트?, Jack FrostLR) è un manhwa sudcoreano, sceneggiato e disegnato da Ko Jin-Ho. L'opera è stata pubblicata in 11 volumi dal maggio 2005 al novembre 2014 dall'editore Haksan Culture Company. Il manwha è stato tradotto in italiano da Flashbook e in inglese dalla Yen Press.